# Patrola na cesti (televizijska serija)
Patrola na cesti je hrvatska kriminalistička serija snimljena prema istoimenom književnom predlošku pisca i novinara Jurice Pavičić, a redateljski je potpisuje Zvonimir Jurić. Snimanje serije počelo je u travnju 2015. godine, a s emitiranjem 24. siječnja 2016. godine na HRT-u.

## Radnja
Josip (Krešimir Mikić) se iz rodnog mjesta na granici Hrvatske i Hercegovine davno odselio u Zagreb i radi kao policajac, a njegov brat Frane (Slavko Sobin) ostao je u mjestu i uvijek birao lakši put, čak i ako on vodi s one strane zakona. 
Frane je oženjen s Marom (Nataša Janjić) i ima kćer Josipu koju obožava. Kada umre Josipova i Franina majka, Josip se odluči vratiti u mjesto kako bi se mogao brinuti za oca (Mate Gulin). Već prilično složene odnose unutar ove obitelji učinit će još složenijima policijska istraga vezana uz šverc robe preko granice koja dvojicu braće stavlja na suprotstavljene strane...

## Glumačka postava
| Glumac/ica                   | Lik             |
| ---------------------------- | --------------- |
| Krešimir Mikić               | Josip           |
| Slavko Slobin                | Frane           |
| Nataša Janjić                | Mara            |
| Mate Gulin                   | Jakov           |
| Anđela Šmit                  | Josipa          |
| Mirela Brekalo               | Davorka         |
| Nikola Ivanišević            | Ika             |
| Vinko Kraljević              | Ante            |
| Daria Lorenci                | Anita           |
| Stipe Radoja                 | Dario           |
| Mirjana Ševo                 | Kate            |
| Nikša Butijer                | Filip           |
| Mislav Čavajada              | Inspektor       |
| Petar Ćiritović              | Luka            |
| Gabrijela Dujić              | Sandra          |
| Igor Kovač                   | Inspektor       |
| Nadežda Perišić-Radović/Nola | Darijeva mama   |
| Ivo Gregurević               | Don Anđelko     |
| Alen Šalinoviić              | Teniser         |
| Jasmin Telalović             | Damjan          |
| Stjepan Pete                 | Joško           |
| Vicko Bilandžić              | Policajac Ranko |
| Trpimir Jukić                | Drago           |
| Bruno Rončević               | Policajac Ivan  |
| Lucija Šerbedžija            | Ljudmila        |
| Jakov Bilić                  | Policajac Mario |
| Ivan Brkić                   | Ivan            |
| Zlatko Burić                 | Vuko            |
| Stojan Matanvulj             | Stočar          |
| Dražen ŠIvak                 | Željko          |
| Paško Vukašević              | Policajac       |

## Nagrade
* Pula Film Festival 2017, Pula, Hrvatska - program Kratka Pula, Priznanje za najbolju hrvatsku dramsku seriju (žiri Kratka Pula), Priznanje za najbolju hrvatsku dramsku seriju (žiri Fedeora)
* Series Balkans 2016, Atena, Grčka - FIPA odabrala "Patrolu na cestu" kao najbolju seriju za sudjelovanje u FIPA-i sekciji video kataloga
* 25. Dani hrvatskog filma 2016, Zagreb, Hrvatska - špici "Patrole na cesti" nagrada Oktavijan HDFK-a za najbolji namjenski film

## Zanimljivosti
Serija je snimala na lokacijama u Vrgorcu i Zagrebu.